# Ramón López de Haro
Ramón López de Haro García (nacido en Chinchilla de Montearagón). Político y jurista español. Fue alumno de la Facultad de Derecho de la Universidad Central de Madrid entre 1854 y 1861. Licenciado en Civil y Canónico.
Firmante del Pacto Federal Castellano por la provincia de Albacete (1869).